# Philippe Lacôte
Philippe Lacôte (ur. 1971 w Abidżanie) – iworyjski reżyser, scenarzysta i producent filmowy. Autor nagradzanych filmów fabularnych, dokumentalnych i krótkometrażowych. W swojej twórczości stale nawiązuje do najnowszej historii swojego kraju.

## Życiorys
Urodził się i wychował w Abidżanie, największym mieście Wybrzeża Kości Słoniowej i gospodarczej stolicy tego kraju. Później większość życia spędził jednak we Francji. Studiował lingwistykę i pracował jako dziennikarz radiowy, zanim zaczął kręcić filmy krótkometrażowe. W dokumencie Chroniques de guerre en Côte d’Ivoire (2008) zajął się tematem wojny domowej z lat 2002–2007.
Jego samodzielny debiut pełnometrażowy, Run (2014), prezentowany był w sekcji „Un Certain Regard” na 67. MFF w Cannes. Był to pierwszy w historii tej imprezy film iworyjski w selekcji oficjalnej. Fabuła obrazu nawiązywała do prawdziwych wydarzeń z lat 2010–2011 w Wybrzeżu Kości Słoniowej, gdy tysiące ludzi zginęło podczas kryzysu politycznego i powyborczych rozruchów.
Kolejny film Lacôte’a, Noc królów (2020), miał swoją premierę w sekcji „Horyzonty” na 77. MFF w Wenecji. Podobnie jak wcześniejszy Run, był on oficjalnym kandydatem Wybrzeża Kości Słoniowej do Oscara dla najlepszego filmu nieanglojęzycznego. Obraz opowiadał o młodym mężczyźnie wysłanym do największego więzienia w Afryce Zachodniej, położonego w środku iworyjskiej dżungli i rządzonego przez samych więźniów.